# Bogdan Wasilewski
 ‎

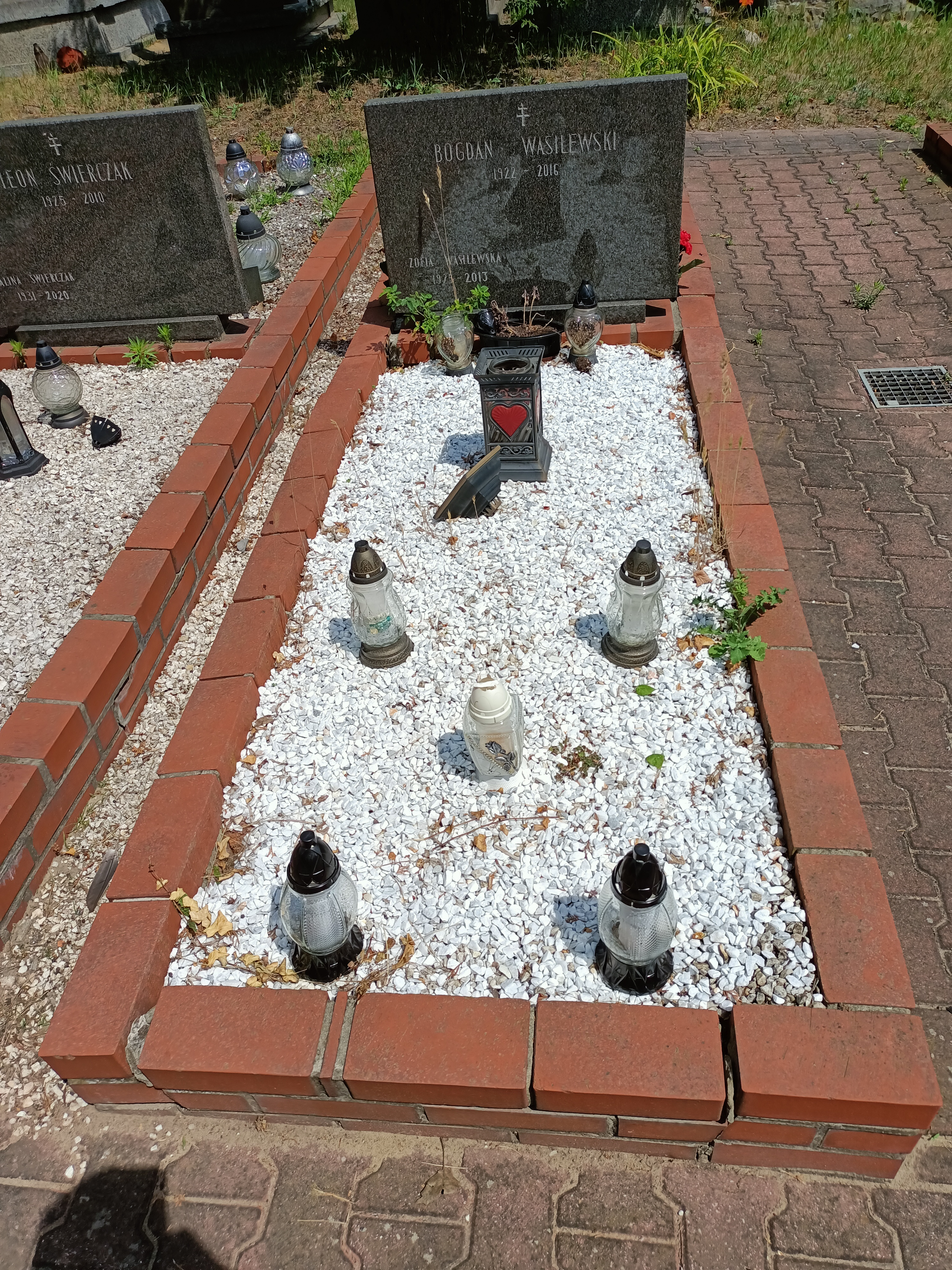
Grób Bogdana Wasilewskiego na Cmentarzu Wojskowym na Powązkach

Bogdan Wasilewski (ur. 28 września 1922 w Oryszewie, zm. 17 kwietnia 2016 w Warszawie) – polski dyplomata, chargé d’affaires w Zairze (1961–1964), ambasador w Wietnamie (1967–1971), Algierii (1977–1981) i Zairze (1986–1988).

## Życiorys
Syn Władysława i Janiny. Pochodził z rodziny robotniczej. W 1923 przybył do Francji. Od 1942 pracował jako górnik. Aktywny w tamtejszym ruchu oporu, prowadził w swojej kopalni akcje sabotażowe przeciwko Niemcom. Działał w organizacji młodzieżowej „Grunwald” (1945–1949). W lipcu 1949 został deportowany z Francji i powrócił do Polski. Zaangażował się w działalność partyjną. W 1957 uzyskał tytuł magistra w Szkole Głównej Służby Zagranicznej. Pracował w Ministerstwie Spraw Zagranicznych, w tym jako zastępca dyrektora departamentu (1974–1977) oraz dyrektor Protokołu Dyplomatycznego. W latach 1959–1961 członek Komitetu Podstawowej Organizacji Partyjnej PZPR przy MSZ. Pełnił funkcje szefa polskiej delegacji w Międzynarodowej Komisji Nadzoru i Kontroli w Wietnamie, chargé d’affaires w Zairze (1961–1964), ambasadora w Wietnamie (1967–1971) i Algierii (1977–1981). W latach 1981–1986 był wicedyrektorem Protokołu Dyplomatycznego MSZ. Od października 1986 pełnił funkcję ambasadora PRL w Zairze. Misję zakończył w październiku 1988.
Wiceprezes Stowarzyszenia Byłych Żołnierzy 1 Armii Francuskiej „Ren i Dunaj”.
Pochowany na Cmentarzu Wojskowym na Powązkach.